# NGC 7736
NGC 7736 је лентикуларна галаксија у сазвежђу Водолија која се налази на NGC листи објеката дубоког неба.
Деклинација објекта је - 19° 27' 9" а ректасцензија 23h 42m 25,7s. Привидна величина (магнитуда) објекта NGC 7736 износи 13,1 а фотографска магнитуда 14,1. NGC 7736 је још познат и под ознакама ESO 606-5, MCG -3-60-10, NPM1G -19.0695, PGC 72173.